# Monti Kular
I monti Kular (in russo Кулар хребет?) sono una catena montuosa nell'estremo nord-est siberiano che fa parte del sistema montuoso dei monti di Verchojansk. Si trovano nell'Ėveno-Bytantajskij ulus della Sacha (Jacuzia), in Russia. 

## Geografia
La catena montuosa dei Kular, che si allunga per circa 380 km in direzione sud-ovest/nord-est, è uno spartiacque dei fiumi Jana e Omoloj. Si trova a nord-est rispetto alla catena principale dei Monti di Verchojansk. L'altezza maggiore (1 289 m; in alcune mappe 1 299 m) è quella di una vetta senza nome. È composta da scisti e arenaria, con intrusioni a nord di graniti. La cresta è solcata da profonde valli fluviali e ricoperta dalla tipica vegetazione della tundra di montagna; nelle valli, vi sono foreste di larici. Ci sono depositi di oro e minerali di stagno. 
Nella zona d'intersezione tra la cresta e il fiume Jana si trova l'insediamento di Ust'-Kujga. 